# Edith Roberts
Edith Roberts (Nueva York, 17 de septiembre de 1899-Los Ángeles, 20 de agosto de 1935) fue una actriz estadounidense que trabajó durante la época del cine mudo.

## Trayectoria
Nació en Nueva York. Roberts empezó a trabajar como actriz infantil, en el vodevil antes de mudarse a Hollywood en 1915.
En 1927, Roberts pasó cuatro meses en Australia y las Islas Fiyi mientras tenía un papel protagónico en una película distribuida por Australasian Film Company, Ltd. Principalmente protagonizaba películas distribuidas por Universal Pictures. En 1920, después de haber protagonizado White Youth, decidió firmar un contrato directamente con Universal.
Apareció en 150 películas, incluyendo Seven Keys to Baldpate (1925), Big Brother (1923), The Wagon Master (1929), y The Mystery Club (1926). Su última aparición fue en Two O'Clock in the Morning (1929). [cita requerida]

Roberts se casó con Harold «Nick» Carter. Murió de septicemia a los 35 años en el Hollywood Hospital en 1935, poco después de haber dado a luz a su hijo, Robert. Su funeral se realizó bajo el ritual de la ciencia cristiana y fue enterrada en el Hollywood forever cementery, ubicado en Los Ángeles, California.

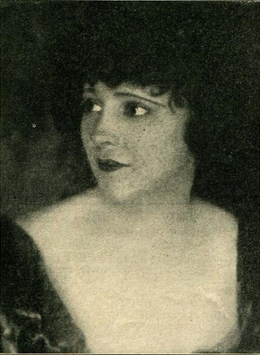
Roberts en Backbone (1923)

## Filmografía
- When the Call Came (1915)
- Billy's College Job (1915)
- The Trail of the Wild Wolf (1916)
- Cinders (1916)
- Jilted in Jail (1917)
- The Brazen Beauty (1918)
- The Deciding Kiss (1918)
- Set Free (1918)
- Bill Henry (1919)
- White Youth (1920)
- Her Five-Foot Highness (1920)
- Alias Miss Dodd (1920)
- The Adorable Savage (1920)
- The Triflers (1920)
- The Fire Cat (1921)
- Opened Shutters (1921)
- Luring Lips (1921)
- Flesh and Blood (1922)
- Pawned (1922)
- Thorns and Orange Blossoms (1922)
- A Front Page Story (1922)
- Saturday Night (1922)
- The Sunshine Trail (1923)
- Backbone (1923)
- The Dangerous Age (1923)
- Roulette (1924)
- Twenty Dollars a Week (1924)
- The Bowery Bishop (1924)
- The Age of Innocence (1924)
- Thy Name Is Woman (1924)
- Roaring Rails (1924)
- Three Keys (1925)
- Heir-Loons (1925)
- Wasted Lives (1925)
- On Thin Ice (1925)
- The New Champion (1925)
- Seven Keys to Baldpate (1925)
- There You Are! (1926)
- The Taxi Mystery (1926)
- The Jazz Girl (1926)
- The Mystery Club (1926)
- The Adorable Outcast (1928)
- Dreary House (1928)
- The Man from Headquarters (1928)
- The Phantom of the North (1929)

## Otras fuentes
- Los Angeles Times, Last Honor Paid To Edith Roberts, 23 de agosto de 1935, Página A2.
- The New York Times, Mrs. Harold Carter, 22 de agosto de 1935, Página 15.